# Ungerundeter halbgeschlossener Zentralvokal
Die orthographische Realisierung des ungerundeten halbgeschlossenen Zentralvokals erfolgt in verschiedenen Sprachen durch das ɘ und wird ähnlich dem im Deutschen unbetonten e ausgesprochen.